# Mercedes-Benz Tuscaloosa
Mercedes-Benz Tuscaloosa (officiële bedrijfsnaam: Mercedes-Benz U.S. International Inc.; afgekort tot MBUSI) is een automobielassemblagefabriek van het Duitse Daimler voor het automerk Mercedes-Benz in Tuscaloosa County in de Amerikaanse staat Alabama, nabij het stadje Vance.
In 1993 kondigde Daimler aan een fabriek te zullen bouwen in de Verenigde Staten. De oorspronkelijke investering bedroeg zo'n 400 miljoen dollar. In februari 1997 rolde de eerste Mercedes, een ML320, in Alabama van de band. In 2005 kwam daar de R-Klasse bij, een jaar later gevolgd door de GL-Klasse. In 2007 werd de miljoenste auto geproduceerd. Vanaf 2012 werden ook CKD-kits gemaakt van de M- en GL-klasse voor assemblage in Thailand en Indonesië.
Op het fabrieksterrein van bijna vier vierkante kilometer staan twee fabrieken waar anno 2013 drie modellen door elkaar en just in time op bestelling werden gebouwd. Deze drie modellen waren de M-, R- en GL-Klasse. Vanaf 2014 werd ook de nieuwe C-Klasse in de VS gebouwd; in 2016 gevolgd door de GLS-Klasse.
Een groot deel van de gebruikte onderdelen wordt in Noord-Amerika geproduceerd. Motoren en transmissies worden echter uit Duitsland geïmporteerd. In 2022 werd een nieuwe batterijfabriek in gebruik genomen. Datzelfde jaar begon de productie van de elektrische EQE- en EQS-SUV's in de Verenigde Staten.

## Gebouwde modellen
| Afbeelding | Model                    | Periode    |
| ---------- | ------------------------ | ---------- |
|            | Mercedes-Benz M-Klasse   | 1997–2014  |
|            | Mercedes-Benz R-Klasse   | 2005–2014  |
|            | Mercedes-Benz GL-Klasse  | 2006–2014  |
|            | Mercedes-Benz C-Klasse   | 2014–2019  |
|            | Mercedes-Benz GLE-Klasse | sinds 2015 |
|            | Mercedes-Benz GLS-Klasse | sinds 2015 |
|            | Mercedes-Benz EQE SUV    | sinds 2022 |
|            | Mercedes-Benz EQS SUV    | sinds 2022 |